# 模拟城市 (2013年游戏)
《模拟城市》，一款於2013年發行的城市建造电脑游戏。為方便区分，玩家称其为模拟城市5 (SimCity 5)。由美商艺电的子公司Maxis开发。这是艺电第6個，也是第5个由Maxis制作的《模拟城市》系列游戏（Maxis未參與製作《模擬城市：梦之都》）。游戏于2013年3月5日在北美首发。
相對於以往的模拟城市系列游戏，2013年的模拟城市在多方面也有突破：第一，玩家可以鋪設彎曲的道路，使玩家建造的城市顯得更自然；第二，玩家也首次可以自由地调整玩家鏡頭，不受某一角度或距离所限；第三，开设多人联机模式，可以和其他玩家在线开发不同的城市，彼此之间的城市可以互相交易，也會互相影响。
受前作《模拟城市：梦之都》的批評，美商艺电將新一代模拟城市系列游戏交回由Maxis开发。由於系列游戏-模拟城市4大受好評，許多物件造型是參考模擬城市4來設計。
模拟城市2013年3月發布時，因游戏所用Origin平台服务器无法承载大量用户量而出现严重拥堵，大量玩家无法顺利登录游戏而受到了玩家的广泛批评。美商艺电被迫关闭一些了非关键功能，以及增设服务器、暂停数字版促销等措施，并表示愿意为失望的玩家提供退款服务。

## 发展
模拟城市首部资料片《模拟城市：未来之城》于2013年11月12日发行，资料片设定在50年之后，资料片新增了新地区、科技、城市状况以及交通工具等。 

## 离线模式
2014年3月18日，《模拟城市》离线模式发布。

## 外部連結
- （英文）官方网站
- （繁體中文） Origin商店